# Cyprus op de Olympische Zomerspelen 2016
Cyprus nam deel aan de Olympische Zomerspelen 2016 in Rio de Janeiro, Brazilië. De selectie bestond uit zestien atleten, actief in zeven verschillende sporten. Zeiler Pavlos Kontides draagt de Cypriotische vlag tijdens de openingsceremonie.

## Deelnemers en resultaten
(m) = mannen, (v) = vrouwen 

### Atletiek
| Olympiër                | Discipline       | Resultaat | Prestatie                                                               |
| ----------------------- | ---------------- | --------- | ----------------------------------------------------------------------- |
| Milan Trajkovic         | 110m horden (m)  | 7e        | serie 2: 3de in 13,59 halve finale 3: 2de in 13,31 finale: 7de in 13,41 |
| Dimitrios Chondrokoukis | hoogspringen (m) | 12e       | kwalificatie groep B: 8ste met 2,26m finale: 12de met 2,25m             |
| Kyriakos Ioannou        | hoogspringen (m) | 7e        | kwalificatie groep A: 7de met 2,26m finale: 7de met 2,29m               |
| Apostolos Parellis      | discuswerpen (m) | 8e        | kwalificatie groep B: 4de met 63,35m finale: 8ste met 63,72m            |
|                         |                  |           |                                                                         |
| Ramona Papaioannou      | 100m (v)         | 45e       | serie 4: 6de in 11,61                                                   |
| Eleni Artymata          | 200m (v)         | 39e       | serie 8: 5de in 23,27                                                   |
| Ramona Papaioannou      | 200m (v)         | 35e       | serie 6: 4de in 23,10                                                   |
| Leontia Kallenou VS     | hoogspringen (v) | 32e       | kwalificaties: 1,80 m (SB)                                              |

### Gewichtheffen
| Olympiër           | Discipline | Resultaat | Prestatie     |
| ------------------ | ---------- | --------- | ------------- |
| Antonis Martasidis | –85kg (m)  | DSQ       | dopinggebruik |

### Gymnastiek
| Olympiër        | Discipline               | Resultaat | Prestatie                                                             |
| --------------- | ------------------------ | --------- | --------------------------------------------------------------------- |
| Marios Georgiou | meerkamp individueel (m) | 23e       | kwalificatie: 26ste met 85,289 punten finale: 23ste met 34,732 punten |

### Schietsport
| Olympiër          | Discipline | Resultaat | Prestatie                                          |
| ----------------- | ---------- | --------- | -------------------------------------------------- |
| Andreas Chasikos  | skeet (m)  | 16e       | kwalificatie: 16de met 118 punten (22-23-24-24-25) |
|                   |            |           |                                                    |
| Andri Eleftheriou | skeet (v)  | 15e       | kwalificatie: 15de met 64 punten (21-21-22)        |

### Wielersport
| Olympiër           | Discipline       | Resultaat | Prestatie |
| ------------------ | ---------------- | --------- | --------- |
| Antri Christoforou | wegwedstrijd (v) | DNF       | gedubbeld |

### Zeilen
| Olympiër           | Discipline | Resultaat | Prestatie                                        |
| ------------------ | ---------- | --------- | ------------------------------------------------ |
| Andreas Cariolou   | RS:X (m)   | 19e       | 181 punten: (12-12-16-23-10-6-18-27-23-22-19-20) |
| Pavlos Kontides VO | Laser (m)  | 7e        | 104 punten: (7-31-1-14-25-16-8-14-9-8-12)        |

### Zwemmen
| Olympiër                  | Discipline            | Resultaat | Prestatie               |
| ------------------------- | --------------------- | --------- | ----------------------- |
| Iacovos Hadjiconstantinou | 400 m vrije slag (m)  | 47e       | serie 2: 7de in 4.03,53 |
|                           |                       |           |                         |
| Sotiria Neofytou          | 100 m vlinderslag (v) | 37e       | serie 2: 6de in 1.02,91 |